# Векторен анализ
Векторният анализ е раздел от математиката, изучаващ диференцирането и интегрирането на вектрони полета, най-често {\displaystyle \mathbb {R} ^{3}}. Методите на векторния анализ намират най-голямо приложение във физиката и инженерните науки. Много от резултатите на векторния анализ се разглеждат като частни случаи на диференциалната геометрия.
Обект на изучаване във векторния анализ са скаларните полета, които свързват всяка точка на разглежданото поле със скаларна величина, и векторните полета, които приписват на всяка точка вектор. Например в един плувен басейн температурата може да се представи със скаларно поле – във всяка точка има определена температура – докато потокът на водата трябва да се опише с векторно поле.
Въведен е от Джосая Уилард Гибс, американски математик, физик и физикохимик.

## Основни обекти

### Векторна функция
Векторната функция {\displaystyle {\textbf {v}}(t)} на параметъра t е функция, която за всяка дефинирана стойност е в сила {\displaystyle {\textbf {v}}={\textbf {v}}(t)}. Изходната величина може да е скалар или вектор.

### Скаларно поле
Скаларното поле е функция, дефинирана със скаларна стойност за всяка точка от дадено пространство M – {\displaystyle {\textbf {u}}(M)=f(M)}.

### Векторно поле
Векторното поле е функция, дефинирана с векторна стойност за всяка точка от дадено пространство M – {\displaystyle {\textbf {a}}(M)=P(M)\mathbf {\hat {i}} +Q(M)\mathbf {\hat {j}} +R(M)\mathbf {\hat {k}} }.

## Оператори
Основните операции от векторния анализ – градиент, ротация и дивергенция – се обозначават с {\displaystyle \nabla } (оператор набла). Четвъртата операция, оператор на Лаплас, представлява комбинация от градиента и дивергенцията. Сред най-важните теореми на векторния анализ е теоремата на Стокс.
| Оператор           | Означение                                                                       | Описание                                                              |
| ------------------ | ------------------------------------------------------------------------------- | --------------------------------------------------------------------- |
| Градиент           | {\displaystyle \operatorname {grad} (f)=\nabla f}                               | измерва посоката и скоростта на промяна на едно скаларно поле.        |
| Ротация            | {\displaystyle \operatorname {rot} ({\textbf {F}})=\nabla \times {\textbf {F}}} | Измерва тенденцията за въртене около дадена точка на векторното поле. |
| Дивергенция        | {\displaystyle \operatorname {div} ({\textbf {F}})=\nabla \cdot {\textbf {F}}}  | Измерва големината на източника в дадена точка на векторното поле.    |
| Оператор на Лаплас | {\displaystyle \Delta f=\nabla ^{2}f=\nabla \cdot \nabla f}                     | Комбинация от дивергенция и градиент.                                 |